# Bainbridge Island
Bainbridge Island é uma cidade localizada no estado norte-americano de Washington, no Condado de Kitsap.

## Demografia
Segundo o censo norte-americano de 2000, a sua população era de 20.308 habitantes.
Em 2006, foi estimada uma população de 22.178, um aumento de 1870 (9.2%).

## Geografia
De acordo com o United States Census Bureau tem uma área de
169,7 km², dos quais 71,5 km² cobertos por terra e 98,2 km² cobertos por água.

## Localidades na vizinhança
O diagrama seguinte representa as localidades num raio de 12 km ao redor de Bainbridge Island.